# Nassau (Minnesota)
Nassau è un comune degli Stati Uniti d'America, situato nello Stato del Minnesota, nella Contea di Lac qui Parle.